# Dolinskij rajon
Il Dolinskij rajon, in russo Долинский городской округ?, è un rajon dell'Oblast' di Sachalin, nell'Estremo oriente russo. Istituito il 15 giugno 1946, ha come capoluogo Dolinsk, ricopre una superficie di 2.441,6 km2 ed ospitava nel 2010 una popolazione di circa 13.500 abitanti.